# Manuel Artime
Manuel Francisco Artime Buesa (Provincia de Camagüey, Cuba, 29 de enero de 1932-Miami, Florida, Estados Unidos, 18 de noviembre de 1977) fue un militar cubano que fue miembro del Movimiento 26 de Julio de Fidel Castro y posteriormente líder político de las fuerzas terrestres de la Brigada de Asalto 2506 en la Invasión de bahía de Cochinos a Cuba en abril de 1961.

## Biografía
Manuel Artime era sobrino del popular poeta cubano José Ángel Buesa y los jesuitas lo criaron como un católico devoto. En 1957 se afilió al Partido Radical de la Liberación (PLR), un grupo demócrata cristiano. Se graduó como médico y planeaba convertirse en psiquiatra. En diciembre de 1958 se unió al Movimiento 26 de Julio de Fidel Castro y participó en ofensivas contra las fuerzas del régimen de Fulgencio Batista en las Batallas de Guisa, Maffo y Palma Soriano.
En enero de 1959, tras el triunfo de la Revolución cubana, Artime fue nombrado segundo al mando de la Zona 0-22 en el distrito de Ciro Redondo en la región de Manzanillo en el Instituto Nacional de Reforma Agraria (INRA). En ese cargo, bajo el mayor Humberto Sorí Marín, Ministro de Agricultura, y Rogelio González Corzo (alias "Francisco Gutiérrez"), director de Agricultura, Artime impulsó la labor de los Comandos Rurales, una suerte de Cuerpos de Paz integrados por jóvenes, en su mayoría pertenecientes al Grupo Universitario Católico (ACU) de La Habana. Tanto Sorí Marín como Rogelio González fueron capturados en vísperas de la invasión de bahía de Cochinos y ejecutados el 20 de abril de 1961. Artime también fue profesor en la Academia Militar de La Habana.
En octubre de 1959, tras el arresto y juicio del comandante Huber Matos del ejército revolucionario cubano, la unidad de inteligencia cubana G-2 comenzó la persecución de otros posibles contrarrevolucionarios. Artime se asiló con los jesuitas en La Habana y el 7 de noviembre de 1959 su carta de renuncia al INRA y al ejército revolucionario se publicó en la portada del periódico Avance. Debido a esto, Artime formó el Movimiento de Recuperación Revolucionaria (MRR) que incluía a Rogelio González Corzo, Higinio "Nino" Díaz, Jorge Sotús Romero, Sergio Sanjenis, Rafael Rivas Vázquez, Carlos Rodríguez Santana, algunos de los cuales ya estaban exiliados en México.

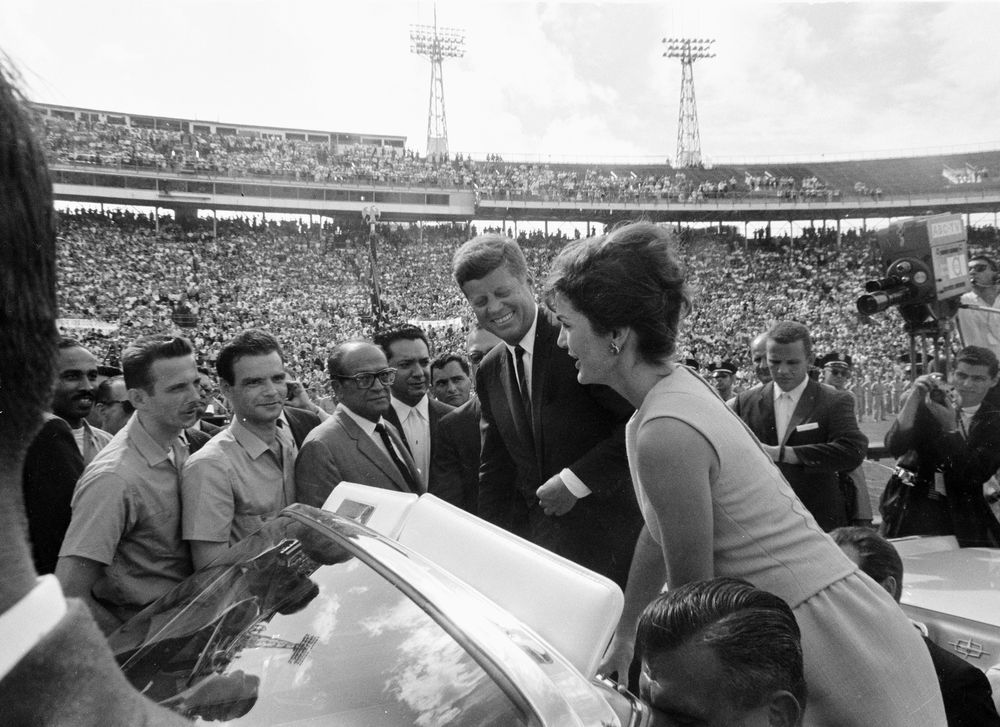
Manuel Artime junto con John F. Kennedy, Jacqueline Kennedy Onassis, Erneido Oliva, Pepe San Román, José Miró Cardona y Robert King High.

Luego, Artime se puso en contacto con la embajada estadounidense en La Habana y, el 14 de diciembre de 1959, la Agencia Central de Inteligencia dispuso que viajara a los Estados Unidos en un barco de carga hondureño. Se involucró estrechamente con Gerry Droller para reclutar y organizar a exiliados cubanos en Miami para futuras acciones contra el gobierno de Fidel Castro. La organización MRR de Artime creció así hasta convertirse en el principal movimiento contrarrevolucionario dentro de Cuba, con miembros de apoyo en Miami, México, Venezuela, etc. Entre los participantes más destacados estuvieron Manuel Antonio de Varona, José Miró Cardona, Rafael Quintero y Aureliano Sánchez Arango.
En mayo de 1960 formaba parte de un grupo de diez ex oficiales cubanos en Miami que planeaban una campaña contra el gobierno cubano. Todos eran graduados de la academia militar de Cuba, la Escuela de Cadetes. El 2 de junio de 1960, Artime y nueve compañeros "reclutas" fueron transportados por agentes de la Agencia Central de Inteligencia a la isla Useppa frente a Fort Myers (Florida), para evaluaciones físicas y psicológicas. El 22 de junio de 1960, Artime y otras 27 personas fueron llevados por tierra y aire a Fort Gulick en Panamá para recibir entrenamiento paramilitar. El 22 de agosto de 1960 voló en un avión de transporte C-54 de la CIA a San José, Guatemala.

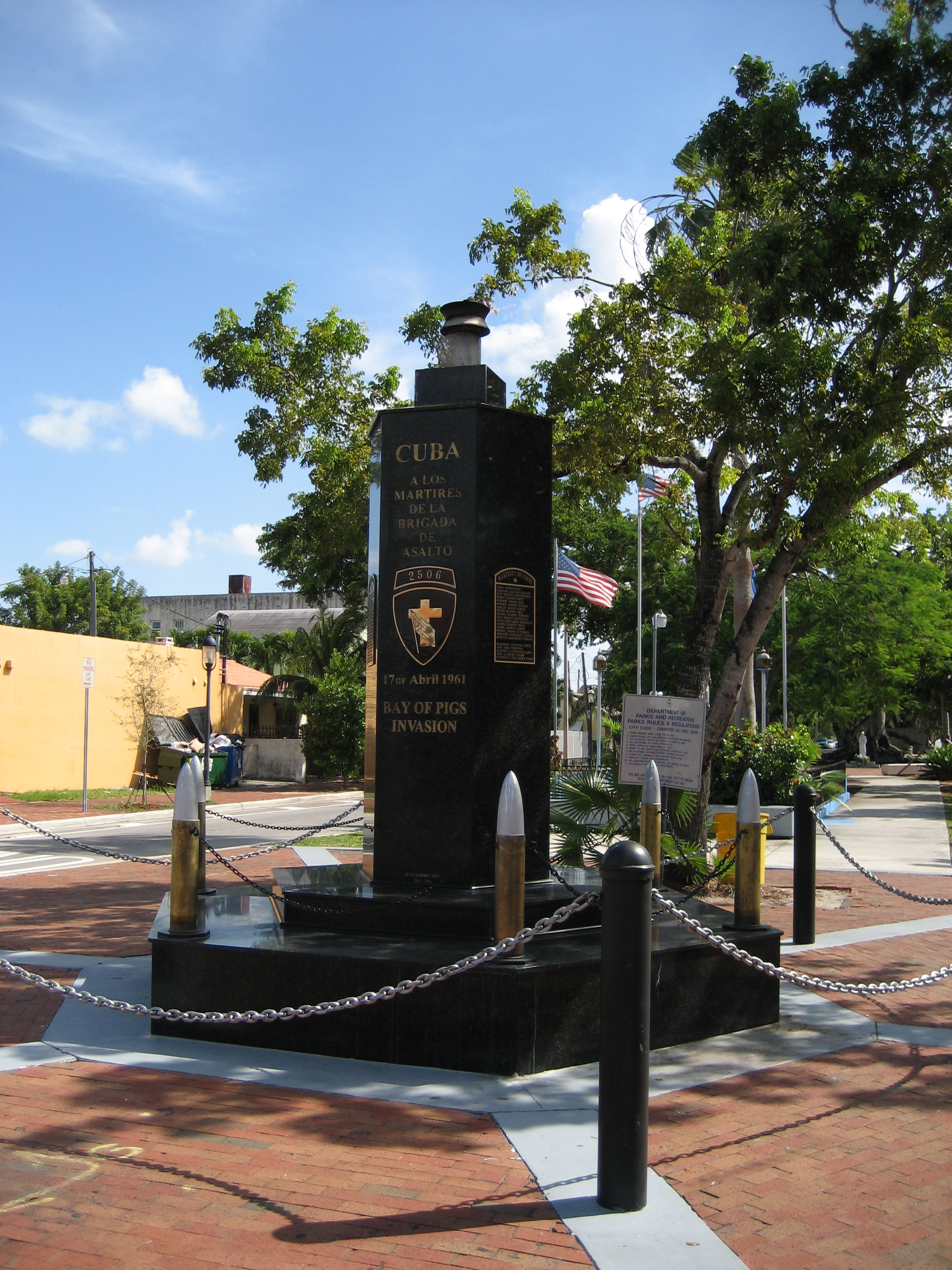
El monumento a la invasión de bahía de Cochinos en el parque de la Memoria Cubana en la Pequeña Habana en Miami.

El 15 de abril de 1961, José Miró Cardona, presidente del Consejo Revolucionario Cubano con sede en Nueva York, confirmó a Manuel Artime como su Administrador Económico y "Delegado en el Ejército Invasor". El 17 de abril de 1961 desembarcó con la Brigada de Asalto 2506 en la Invasión de bahía de Cochinos. Después de que la Brigada dejó de luchar el 19 de abril de 1961, él y otros se dispersaron por los bosques y pantanos cerca de Playa Girón. El 2 de mayo de 1961, fue capturado por fuerzas cubanas con otros 21 miembros de la Brigada. Finalmente fue liberado de prisión y trasladado en avión a Miami el 24 de diciembre de 1962. El 29 de diciembre de 1962, Manuel Artime estaba en el escenario junto al presidente estadounidense John F. Kennedy en el Miami Orange Bowl, durante la ceremonia de bienvenida a los veteranos capturados de la Brigada 2506.
Por iniciativa del Fiscal general de los Estados Unidos, Robert F. Kennedy, se involucró en el proyecto cubano AMWORLD, una unidad contrarrevolucionaria con bases en Costa Rica y Nicaragua que realizaba incursiones de comandos en instalaciones costeras cubanas. Sin embargo, en 1964 el Proyecto Cubano fue cancelado por el presidente estadounidense Lyndon B. Johnson. Artime participó en un fallido intento de asesinato contra Fidel Castro en 1965. En la década de 1970, Artime organizó el Fondo de Ayuda para la Defensa del Watergate de Miami , recaudando 21.000 dólares para los condenados por el escándalo Watergate, varios de los cuales eran veteranos estadounidenses o cubanos de la Invasión de bahía de Cochinos. Artime era muy cercano a E. Howard Hunt y fue padrino del hijo menor de Hunt, David Hunt.

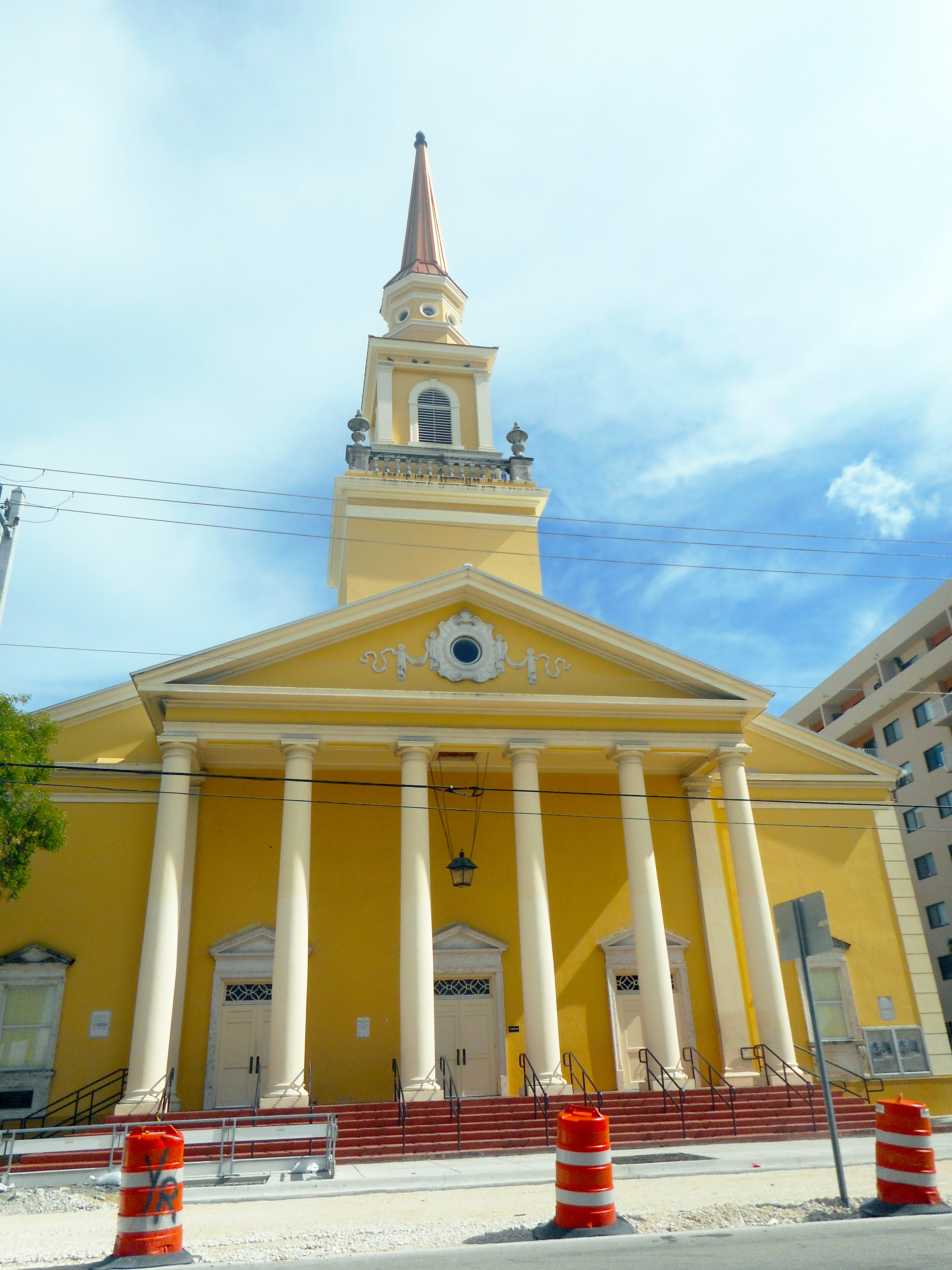
Teatro Manuel Artime en el Barrio de La Pequeña Habana.

Manuel Artime murió de cáncer el 18 de noviembre de 1977. Las circunstancias de su muerte prematura se consideran inusuales. Está enterrado en el Cementerio y mausoleo norte de Caballero Rivero Woodlawn Park, en Miami.

## En la cultura popular
- Manuel Artime aparece en la miniserie de HBO Max de 2023, White House Plumbers, como amigo de E. Howard Hunt, es interpretado por Steven Bauer.